# Donald Glaser
Donald Arthur Glaser (21 de septiembre de 1926 - 28 de febrero de 2013) fue un físico y neurobiólogo estadounidense. Fue galardonado con el Premio Nobel de Física en 1960 por la invención de la cámara de burbujas.